# Will Wright (Spieleentwickler)

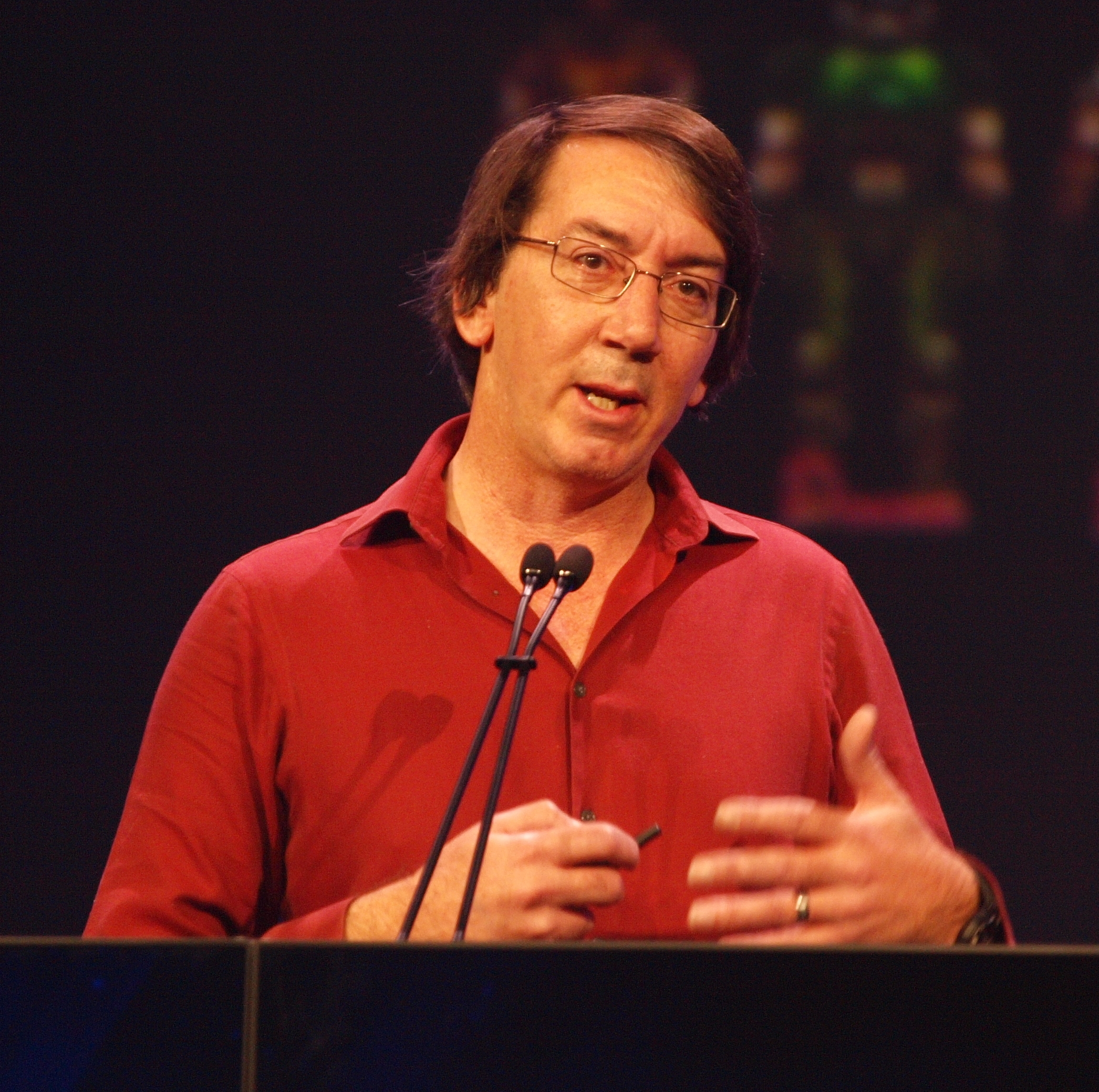
Will Wright (2010)

William Ralph „Will“ Wright (* 20. Januar 1960 in Atlanta, Georgia) gilt als einer der bekanntesten Designer von Computerspielen weltweit und ist Mitgründer der Firma Maxis.

## Wirken
Während seiner Zeit bei Maxis war er für die Entwicklung mehrerer populärer Spiele aus der Sim-Reihe verantwortlich, darunter SimCity und Die Sims. Im April 2009 verließ Will Wright das Unternehmen, um seiner eigenen Firma Stupid Fun Club mehr Zeit zu widmen.
2002 wurde er als Anerkennung seiner Arbeit in die Academy of Interactive Arts and Sciences’ Hall of Fame aufgenommen.
2007 erhielt er als erste Computerspielprogrammierer den Ehrenpreis der British Academy of Film and Television Arts (BAFTA). Damit erkannt die Academy zum ersten Mal Computerspiele als eigenständige Kunstform an.
Im Oktober 2011 wurde Will Wright Mitglied des Vorstands bei Linden Lab, den Machern von Second Life.
2012 bekam Will Wright die LARA of Honor für sein Lebenswerk in der Spielebranche verliehen.

## Privates
Will Wright ist zum zweiten Mal verheiratet. Mit seiner ersten Frau Joell Jones (verheiratet von 1984 bis 2008) hat er eine gemeinsame Tochter, geboren 1986. Danach heiratete er seine heutige Frau Anya Zavarzina.
Er lebt in Oakland, Kalifornien.

## Spiele (Auswahl)
- 1984: Raid on Bungeling Bay
- 1989: SimCity
- 1990: SimEarth
- 1991: SimAnt
- 1993: SimCity 2000
- 1999: SimCity 3000
- 2000: Die Sims
- 2003: SimCity 4
- 2004: Die Sims 2
- 2008: Spore